# Suursaari (ö i Södra Karelen, Imatra, lat 61,48, long 29,25)
Suursaari är en ö i Finland. Den ligger i sjön Koantaus och i kommunen Rautjärvi i den ekonomiska regionen  Imatra ekonomiska region  och landskapet Södra Karelen, i den sydöstra delen av landet, 270 km nordost om huvudstaden Helsingfors. Öns area är 1,8 hektar och dess största längd är 310 meter i sydöst-nordvästlig riktning.